# Goserelina
La goserelina è un agonista delle gonadotropine iniettabile (agonista GnRH), conosciuta anche come agonista dell'ormone di rilascio dell'ormone luteinizzante (LHRH).
È commercializzato dalla AstraZeneca con il nome di Zoladex, come goserelina acetato.

## Indicazioni
La goserelina è usata per sopprimere la produzione degli ormoni sessuali testosterone ed estrogeni, per il trattamento dell'endometriosi, del tumore della mammella e della prostata.
L'uso approvato del farmaco da parte delle autorità regolatorie è trattamento del cancro alla prostata.

## Meccanismo d'azione
La goserelina stimola la produzione di ormoni sessuali testosterone ed estrogeni in maniera non pulsatile (non fisiologica). Questo provoca l'interruzione dei sistemi endogena con un feedback ormonale negativo, causando la down-regolazione della produzione di estrogeni e testosterone.